# 中国科学院大学人工智能学院
中国科学院大学人工智能学院由中国科学院大学与2017年5月28日设立，最初叫人工智能技术学院，2018年8月改为现名。
中国科学院大学人工智能学院由中国科学院自动化研究所担任主承办单位。